# Orthonops gertschi
Orthonops gertschi là một loài nhện trong họ Caponiidae.
Loài này thuộc chi Orthonops. Orthonops gertschi được Ralph Vary Chamberlin miêu tả năm 1928.